# Полосатый тритон
Полосатый тритон (лат. Notophthalmus perstriatus) — хвостатое земноводное из семейства настоящие саламандры, обитающее в восточной части Северной Америки.

## Описание
Длина животных до 10 см. Окраска кожи спины от оливково-зелёного до чёрно-коричневого. От зеленоватого тритона, обитающего в том же регионе, отличается наличием ярко-красных полос на боковых поверхностях. Брюхо жёлтое с чёрными пятнами. Достаточно часто встречаются неотенические формы.

## Ареал
Особи данного вида обитают в северной Флориде и юго-восточной Джорджии. Населяют пруды и дренажные каналы, где и зимуют.